# Paleis van Diocletianus
Het Paleis van Diocletianus (Kroatisch: Dioklecijanova palača) werd in het begin van de 4e eeuw gebouwd in opdracht van de Romeinse keizer Diocletianus. Het ligt in Kroatië aan de kust van de Adriatische Zee. Vanaf de vroege middeleeuwen groeide het complex uit tot het stadshart van Split. Het paleis vormt een unieke combinatie van Romeinse architectuur en middeleeuwse stedenbouw en staat daarom sinds 1979 op de Werelderfgoedlijst van de UNESCO.

## Romeins paleis

### De aanleg
Keizer Diocletianus was afkomstig uit Salona, destijds de hoofdstad van de Romeinse provincie Dalmatia. Diocletianus die in 284 aan de macht was gekomen wordt door historici als een groot hervormer gezien. Hij zorgde voor een periode van rust in het Romeinse Rijk en in 293 voerde hij de Tetrarchie in, waarin de macht over het rijk over vier Caesares werd verdeeld. In de praktijk was Diocletianus wel de baas over de andere drie. Diocletianus is de enige Romeinse keizer geweest die met pensioen ging. Hij hoopte zich, verzwakt door een slopende ziekte, vreedzaam uit het politieke leven te kunnen terugtrekken. Voorafgaand aan zijn aftreden op 1 mei 305 liet hij voor zichzelf een groot paleis bouwen. Het is niet zeker wanneer de bouw begon en evenmin of die in 305 al beëindigd was. De aanwezigheid van twaalf sfinxen in het complex is wel gezien als aanwijzing dat de bouw rond 298 aanving want dat jaar liet Diocletianus meer kunstwerken uit Egypte overbrengen. De locatie van het paleis was zo'n negen kilometer ten zuidoosten van Salona, aan een baai aan de rand van een klein schiereiland. Vermoedelijk was er op die plaats al een kleine nederzetting. Om het paleis van water te voorzien werd een aquaduct aangelegd.

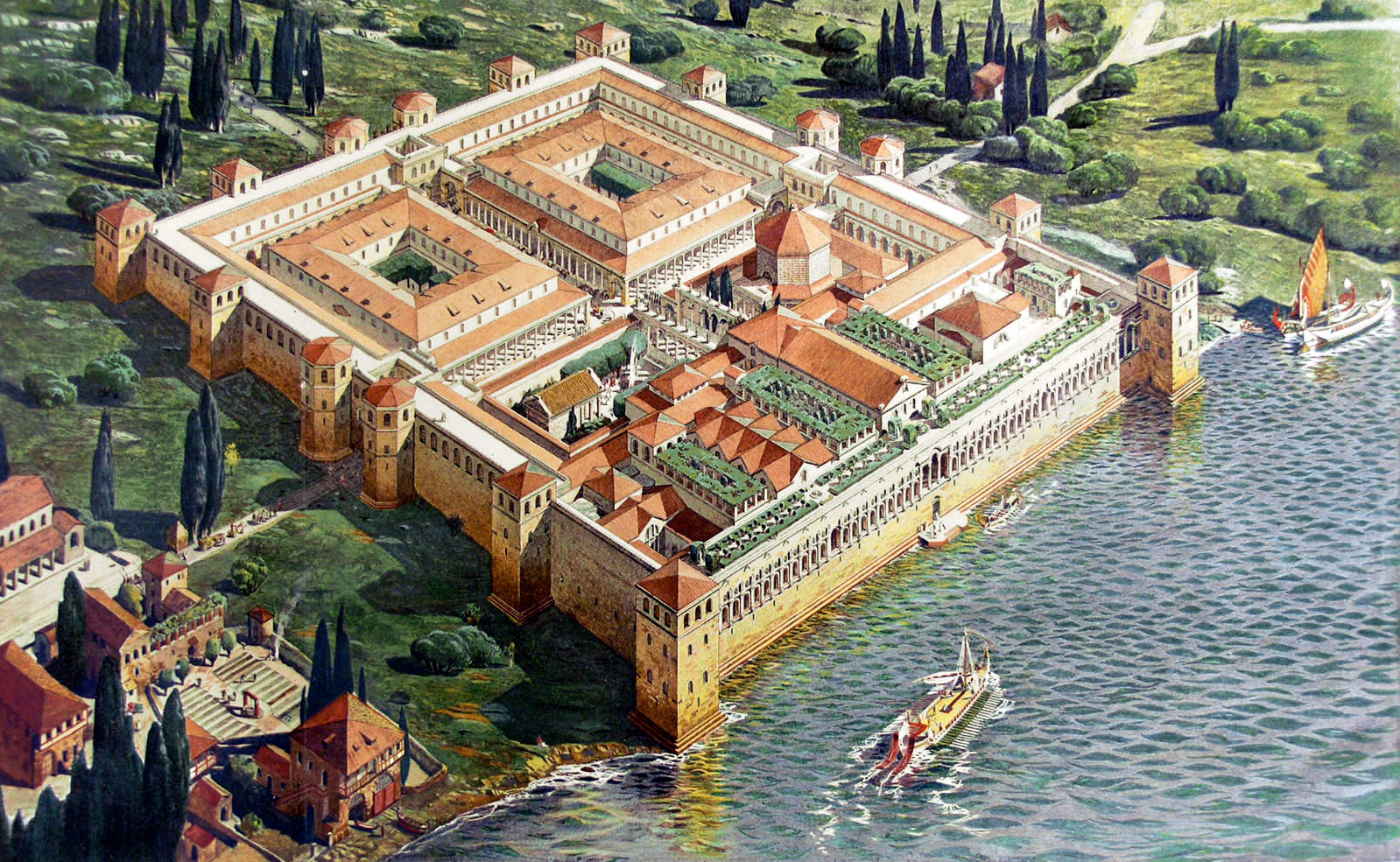
Een reconstructie van de oorspronkelijke vorm

Na zijn aftreden betrok Diocletianus het paleis en hij zou er tot zijn dood in 311 wonen. Het schijnt dat Diocletianus als hobby het bewerken van zijn moestuin had. Na zijn terugtreden brak er al snel een burgeroorlog uit. De schrijver Aurelius Victor verhaalt dat burgers Diocletianus smeekten de macht weer over te nemen waarop die antwoordde dat alleen al de aanblik van zijn zelf geplante wittekool hem daarvan weerhield.
Voor Diocletianus werd een mausoleum gebouwd, dat sinds de zevende eeuw onderdeel is van de Kathedraal van Split, het op een na oudste bouwwerk dat als katholieke kathedraal in gebruik is. In deze kathedraal zijn de resten van Sint Domnius begraven, de beschermheilige van Split. Dit is enigszins ironisch want Sint Domnius is in 304 in opdracht van Diocletianus onthoofd. Na de dood van Diocletianus bleef het paleis in het bezit van de Romeinse heersers die het gebruikten om lastige familieleden naar te verbannen. Opmerkelijk is dat al in de vierde eeuw een wolververij in het complex gevestigd was. Mogelijk heeft ook de laatste keizer van het West-Romeinse Rijk, Julius Nepos, zich hier na zijn afzetting teruggetrokken en is hij hier in 480 vermoord.

### Beschrijving

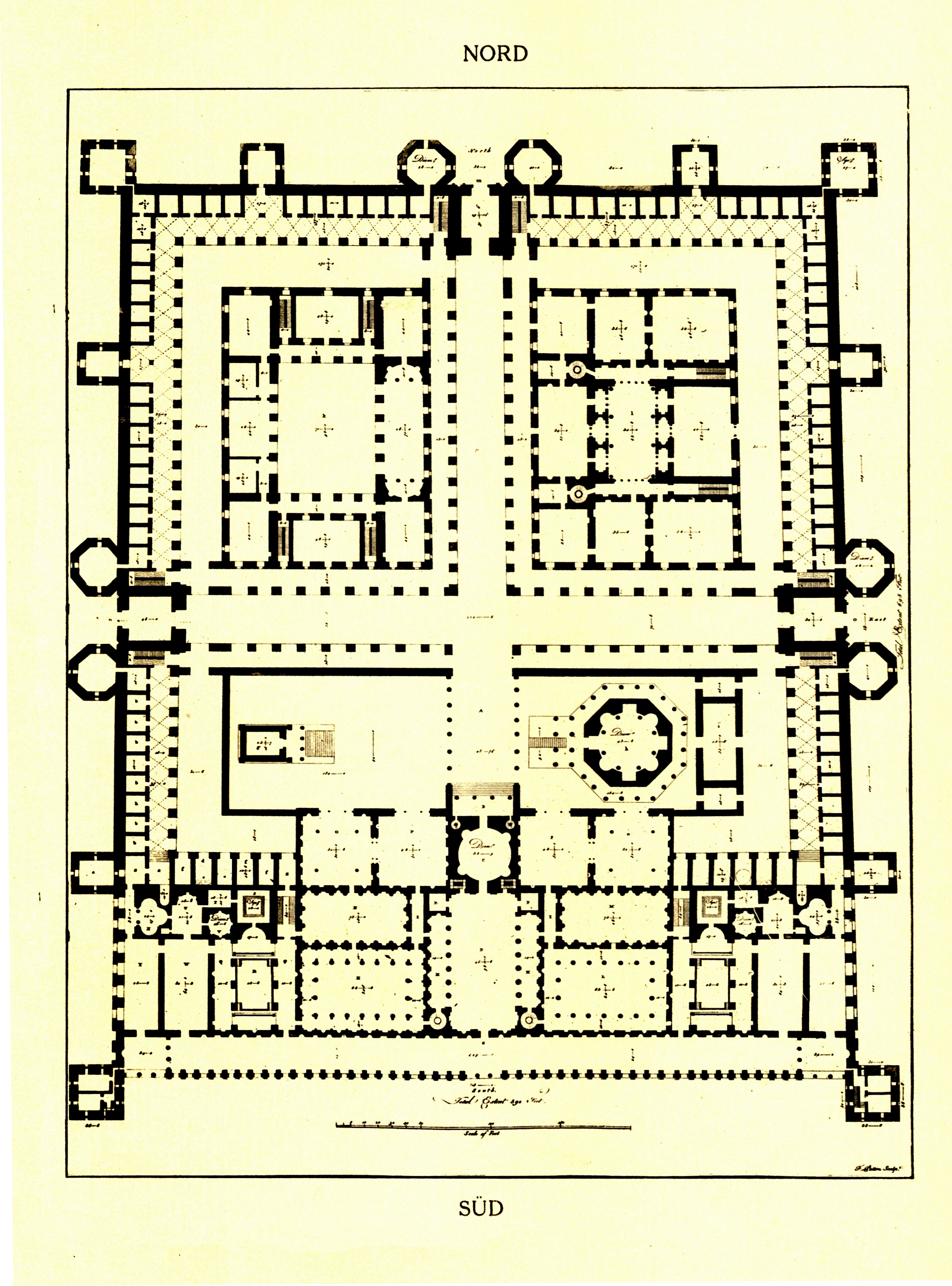
Plattegrond

Het zwaar gefortificeerde paleis bestond uit een rechthoek met vier hoektorens, enkele muurtorens en grote poorten. Die vorm lijkt sterk op een Romeins castrum, een versterkte legerplaats, hoewel die typisch zesmaal de oppervlakte had. Het is niet bekend wie de architect was en waarom die vorm gekozen werd. Sommige grote forten, castella, hadden ook zo'n vierkante omtrek. Uit inscripties blijkt dat Griekstalige ambachtslieden bij de bouw betrokken waren. De muren zijn opgetrokken uit kalksteen en kalktuf gedolven in de naaste omgeving. Enkel de zuidelijke muur, die destijds aan zee lag, was niet gefortificeerd. De oostelijke muur heeft een lengte van 214,97 meter, de noordelijke van 174,74 meter en de zuidelijke van 181,65 meter. Het terrein waarop het paleis gebouwd is, loopt geleidelijk naar de kust af, met een verval van acht meter. De buitenmuren hebben een dikte van 2,1 meter en zijn opgebouwd uit blokken van een halve meter dik die zonder specie door middel van muurankers aan elkaar bevestigd zijn. De hoogste torens hebben een hoogte van tweeëntwintig meter. De zeemuur is echter slechts negen meter hoog maar werd bekroond door een zuilengalerij. Volgens latere Byzantijnse bronnen was het Diocletianus' bedoeling alles zoveel mogelijk te overwelven. De hoektorens, waarvan de zuidwestelijke door de inwerking van de golven is ingestort, hebben een vierkant profiel. De torens aan weerszijden van de drie poorten zijn achthoekig. Er zijn nog wat torens over op de tussenliggende muurstukken en die zijn weer vierkant.
Het paleis bestond uit vier kwartieren, van elkaar gescheiden door twee rechte kruislings aangelegde wegen, in de castravorm van Romeinse steden. Deze wegen zijn nog steeds herkenbaar. Men neemt aan dat de twee noordelijke delen bedoeld waren voor de huisvesting van soldaten en personeel. In het zuidelijke deel waren onder meer de keizerlijke villa en een aan Jupiter gewijde tempel gevestigd. Die tempel werd na de Romeinse tijd een kapel voor Johannes de Doper en bestaat nog steeds. Het hele complex is door latere historici ook wel als een villa gezien. Diocletianus was immers een ambteloos burger toen hij er ging wonen en contemporaine bronnen duiden het steeds als villa aan. Het had niet de status van palatium.

## Het paleis in de middeleeuwen

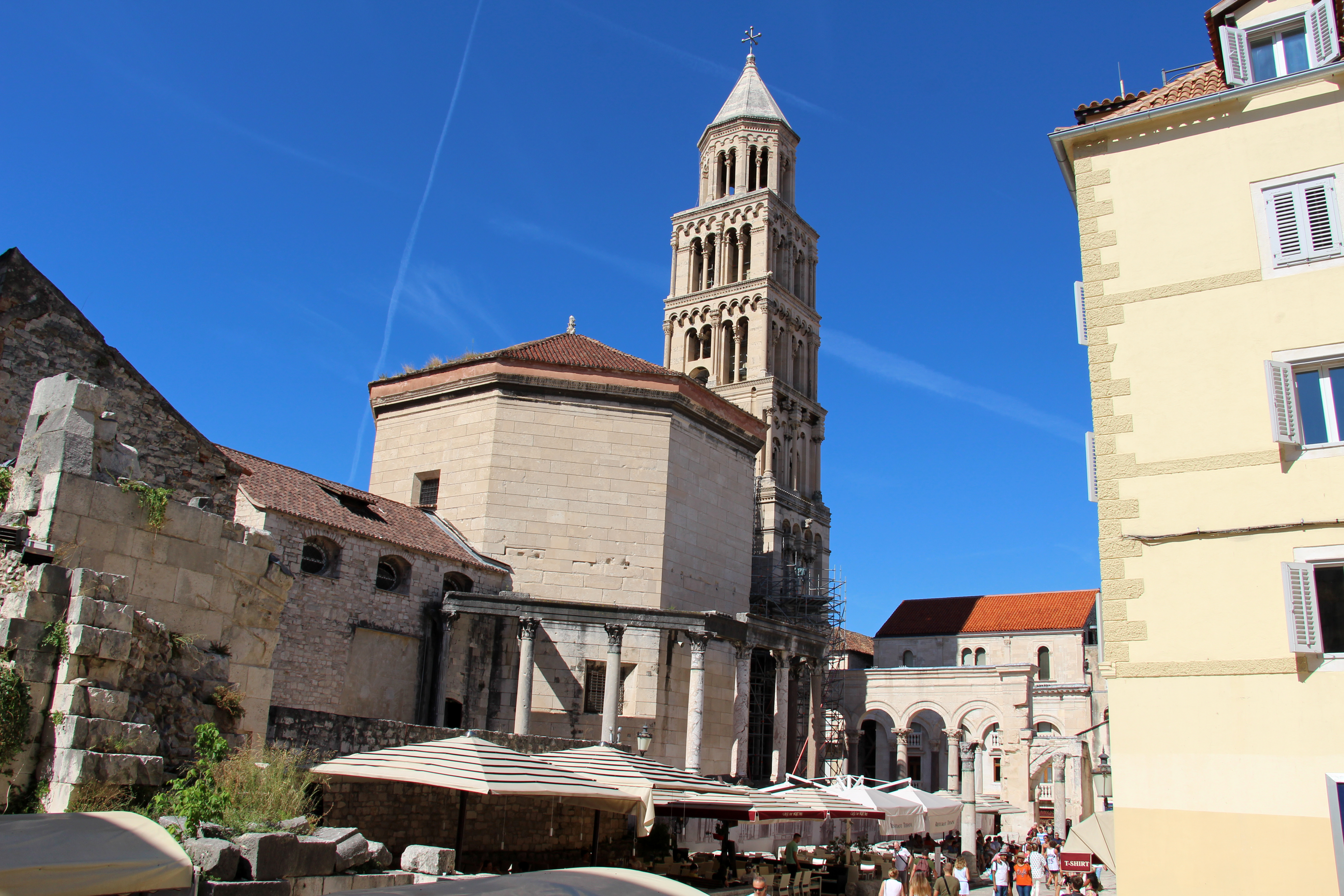
Kathedraal: mausoleum (links) en klokkentoren

In de vroege 7e eeuw vestigden zich in het enorme gebouw vermoedelijk de eerste stadsbewoners; zij waren voor de plunderende Avaren uit Salona gevlucht. Het paleis, dat al als een fort geconstrueerd was, kon mooi dienen als een stadsburcht. De vluchtelingen betrokken de torens en de kelders. Een groot deel van het paleis, vooral de interne structuren, was toen al ingestort. In de loop der eeuwen verdwenen vele Romeinse bouwsels om plaats te maken voor huizen voor de groeiende stadsbevolking. Een belangrijk deel van de vrije ruimte werd volgebouwd. De binnenstad breidde zich naar het westen uit, dus buiten de paleismuren (het gebied rondom Narodni trg) en het nieuwe stadsdeel werd ommuurd. Het nieuwe gebied werd meer en meer het economisch zwaartepunt, terwijl de oude Romeinse stad het centrum van het geestelijk leven werd.

## Het paleis tegenwoordig

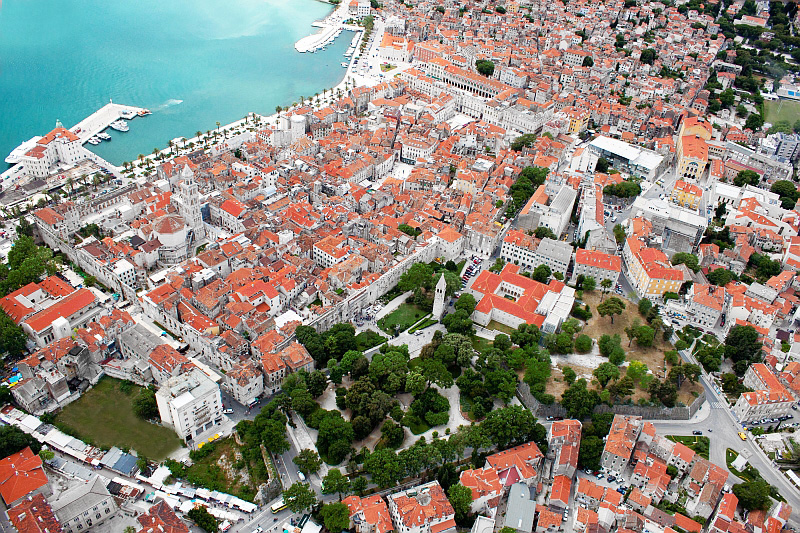
Het centrum van Split. De vierkante contouren van het paleis zijn nog steeds zichtbaar in het stratenplan.

Lange tijd was de herkomst van de stad vergeten. Pas het werk van de Schot Robert Adam maakte in 1764 de wereld bewust van het feit dat er nog een vrij gaaf Romeins paleis in het stadscentrum bewaard was gebleven. In 1926 woonden er zo'n 3200 mensen, in 278 woningen.
Tegenwoordig beheerst het oude paleis het centrum van Split, winkels en markten zijn er gevestigd. Het meest prominente bouwwerk is de kathedraal van Sint-Domnius, waarin het mausoleum van Diocletianus is verwerkt. Onderdeel van de kathedraal is de klokkentoren, oorspronkelijk gebouwd tussen de 12e en 16e eeuw, maar in 1908 opnieuw opgebouwd. Andere bezienswaardigheden zijn het peristylium van het paleis, de tempel van Jupiter (later Johannes de Doper), een zuilengalerij, twee 5e-eeuwse sfinxen uit Egypte, een vroegkroatische kerk, de paleiskelder en de stadsmuur. Aan de voorkant van het paleis ligt sinds de overheersing van Napoleon een brede boulevard waar verschillende restaurants gevestigd zijn. Het aquaduct dat het paleis van water voorzag is nog deels intact. In 2013 vonden in het complex opnamen plaats voor het vierde seizoen van Game of Thrones.

## Afbeeldingen

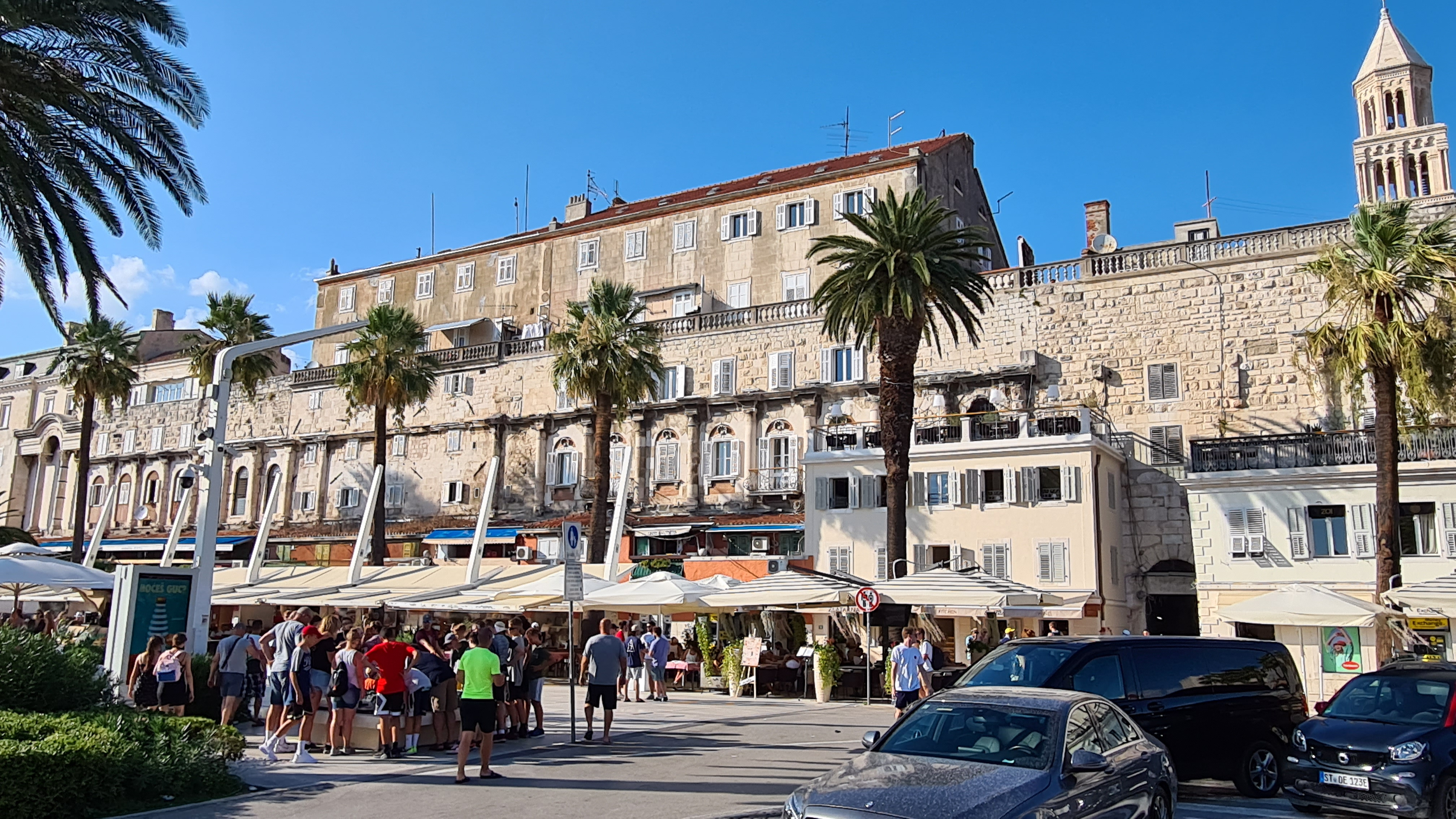
De zuidelijke gevel waar nu een boulevard voor ligt.
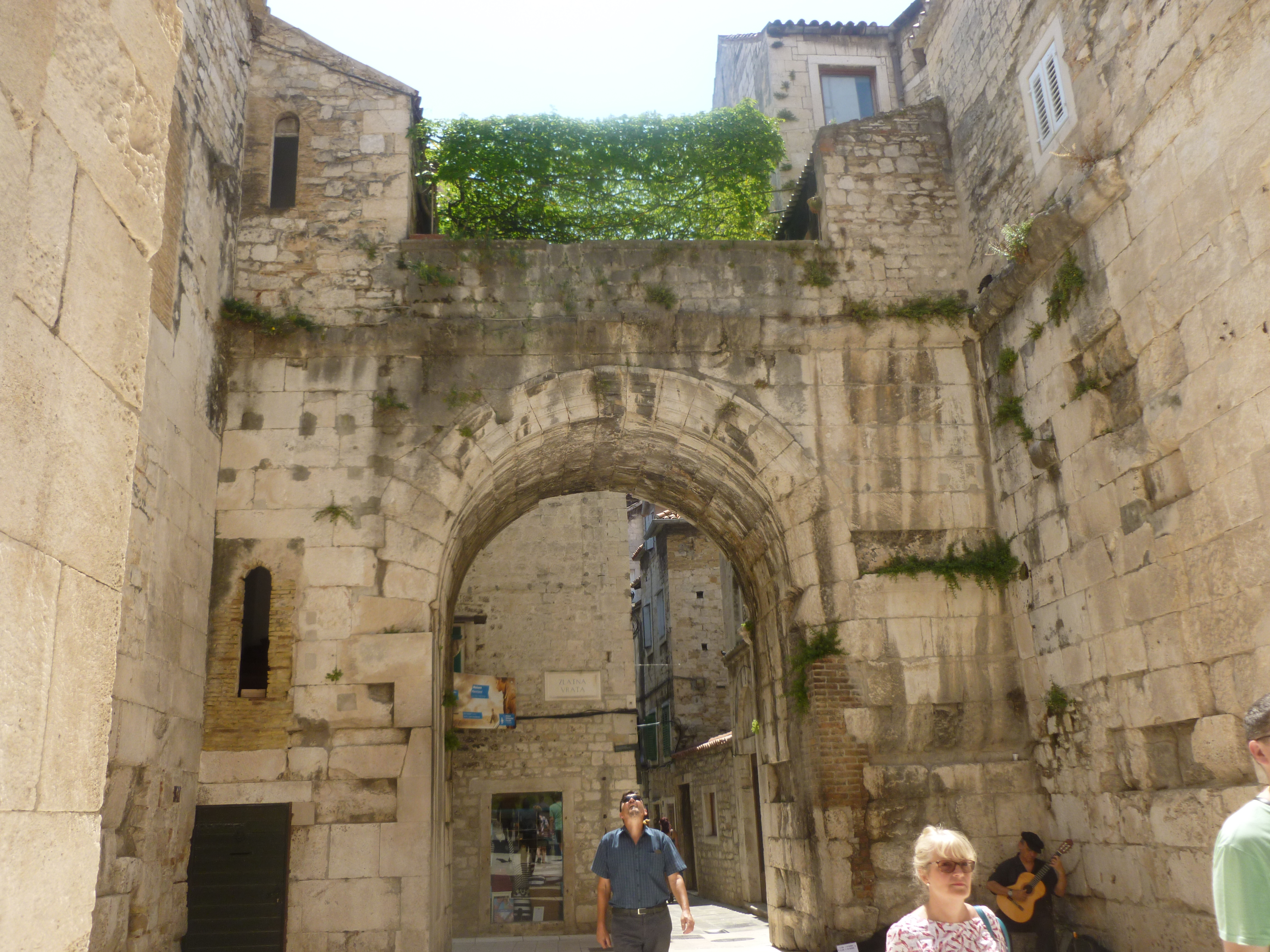
De noordelijke toegangspoort
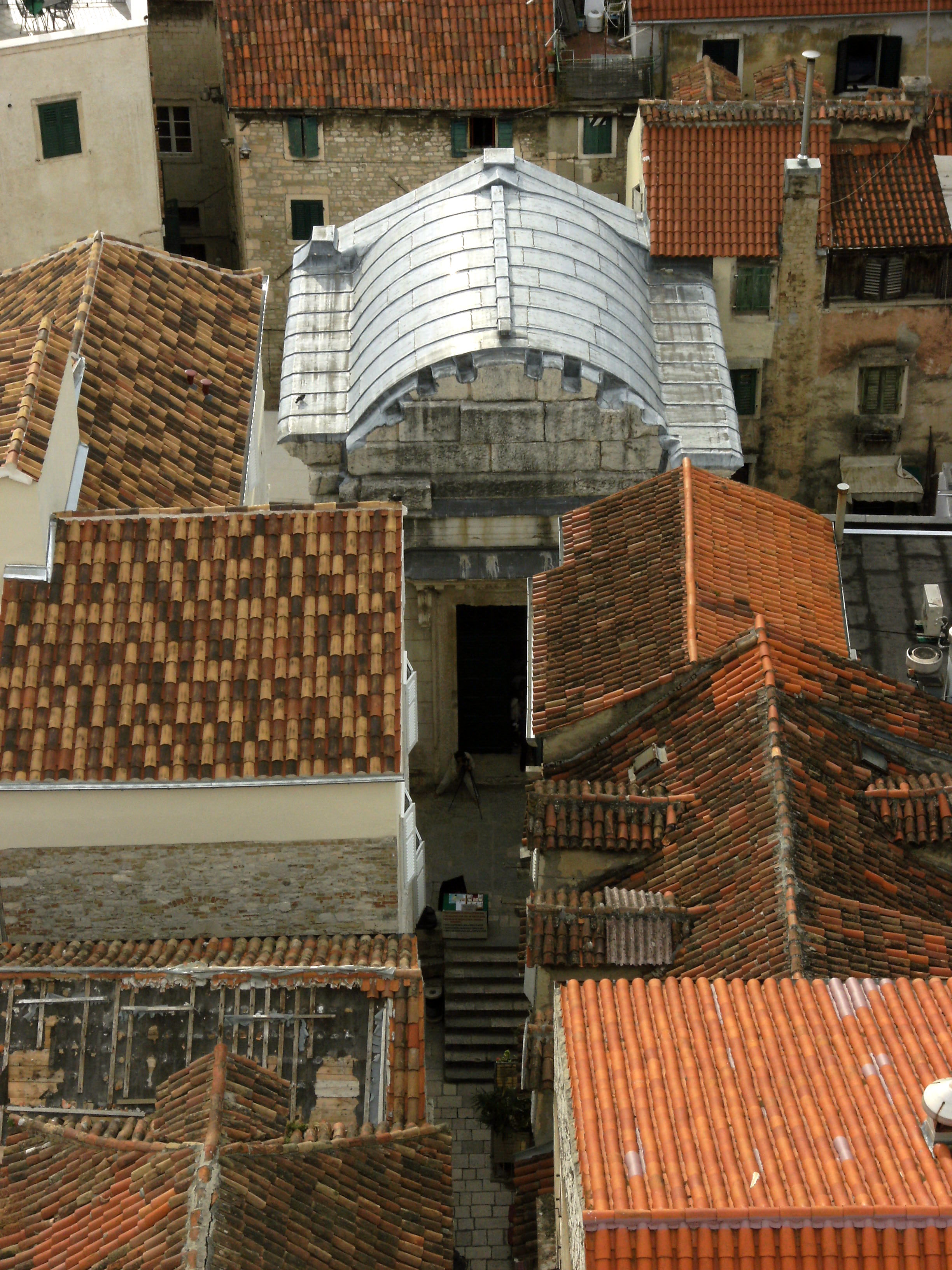
De tempel van Jupiter
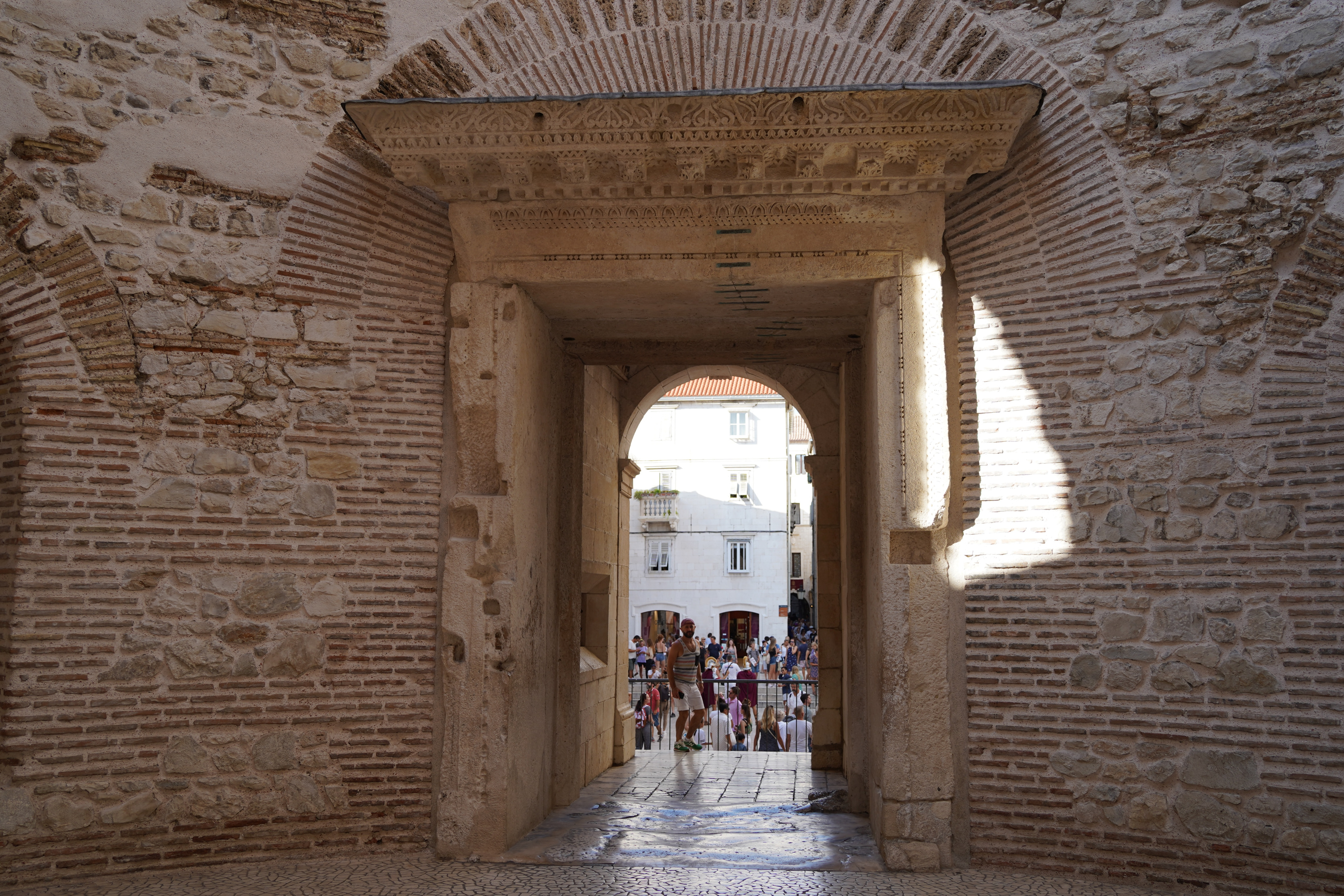
Het atrium
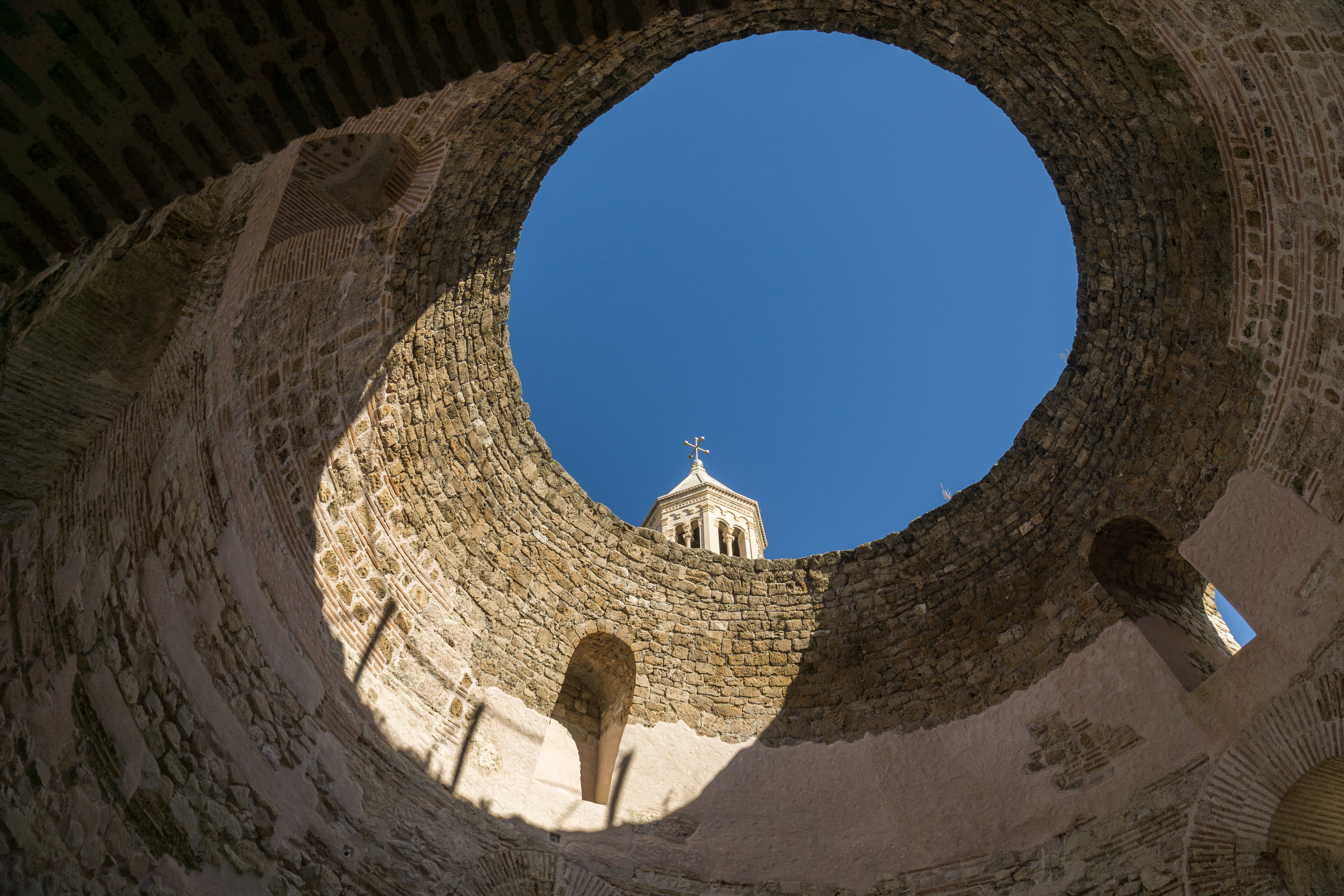
Het atrium
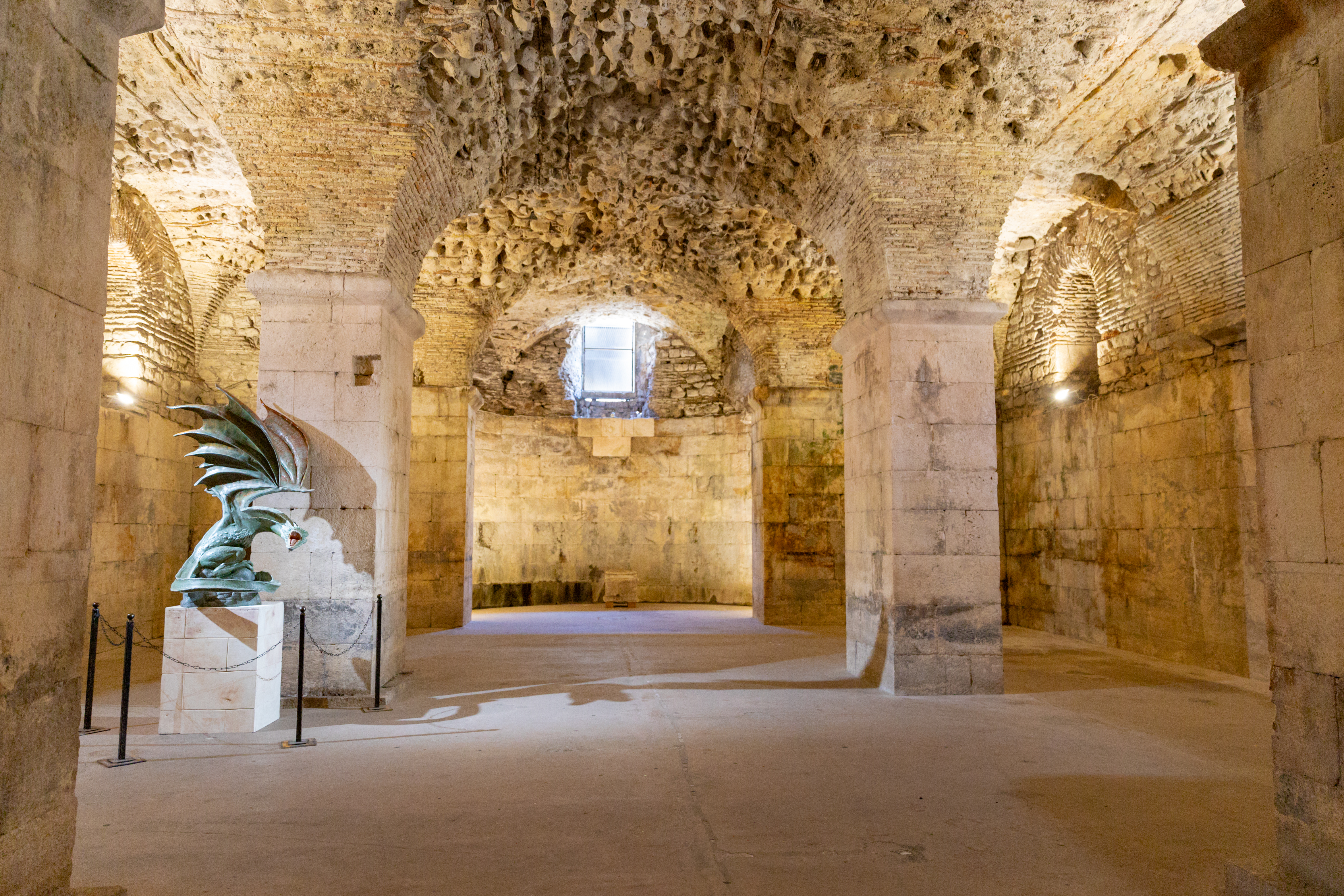
Hal in de kelders
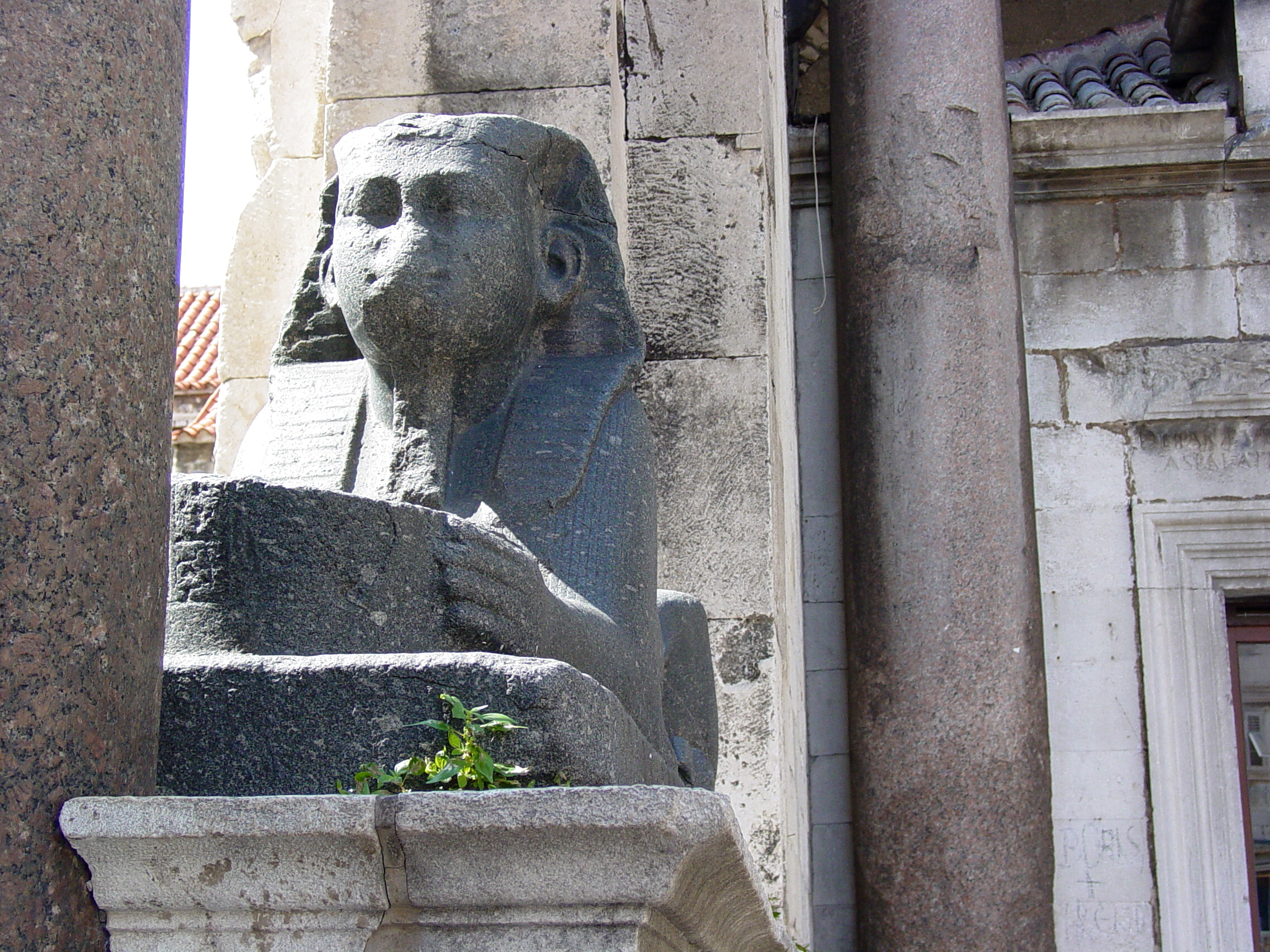
Een van de sfinxen
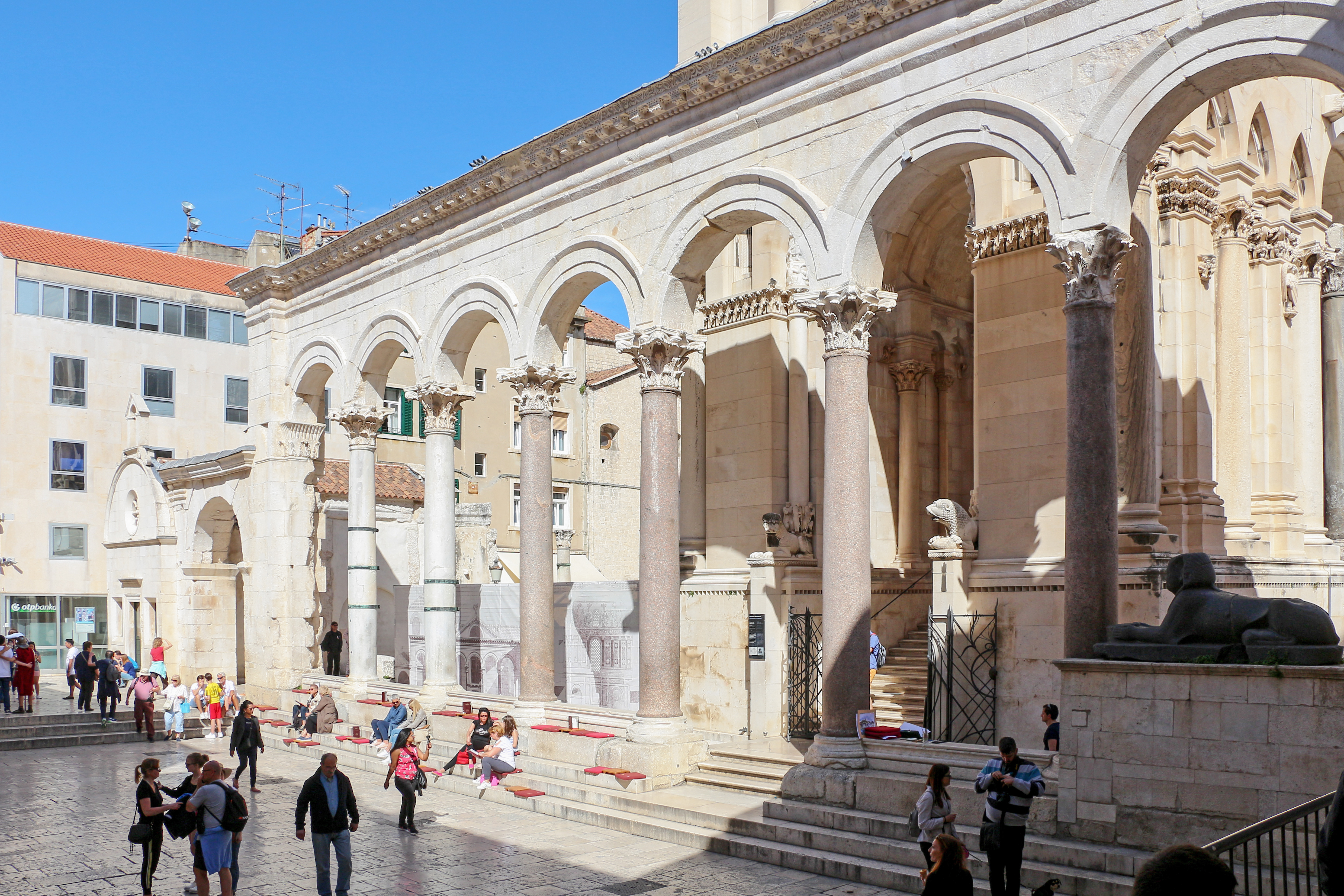
Het peristilium
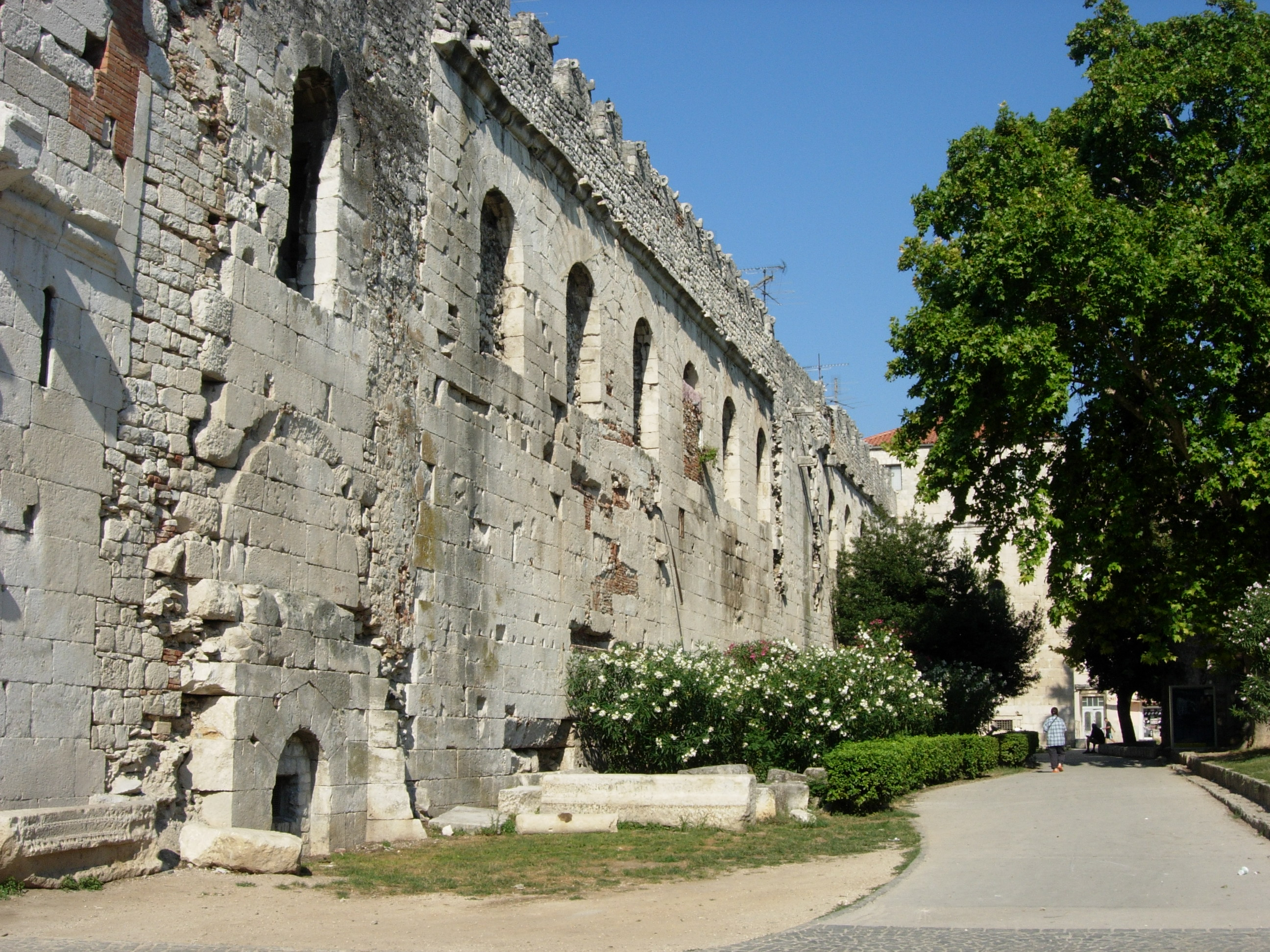
De noordelijke muur die later als stadsmuur zou dienen
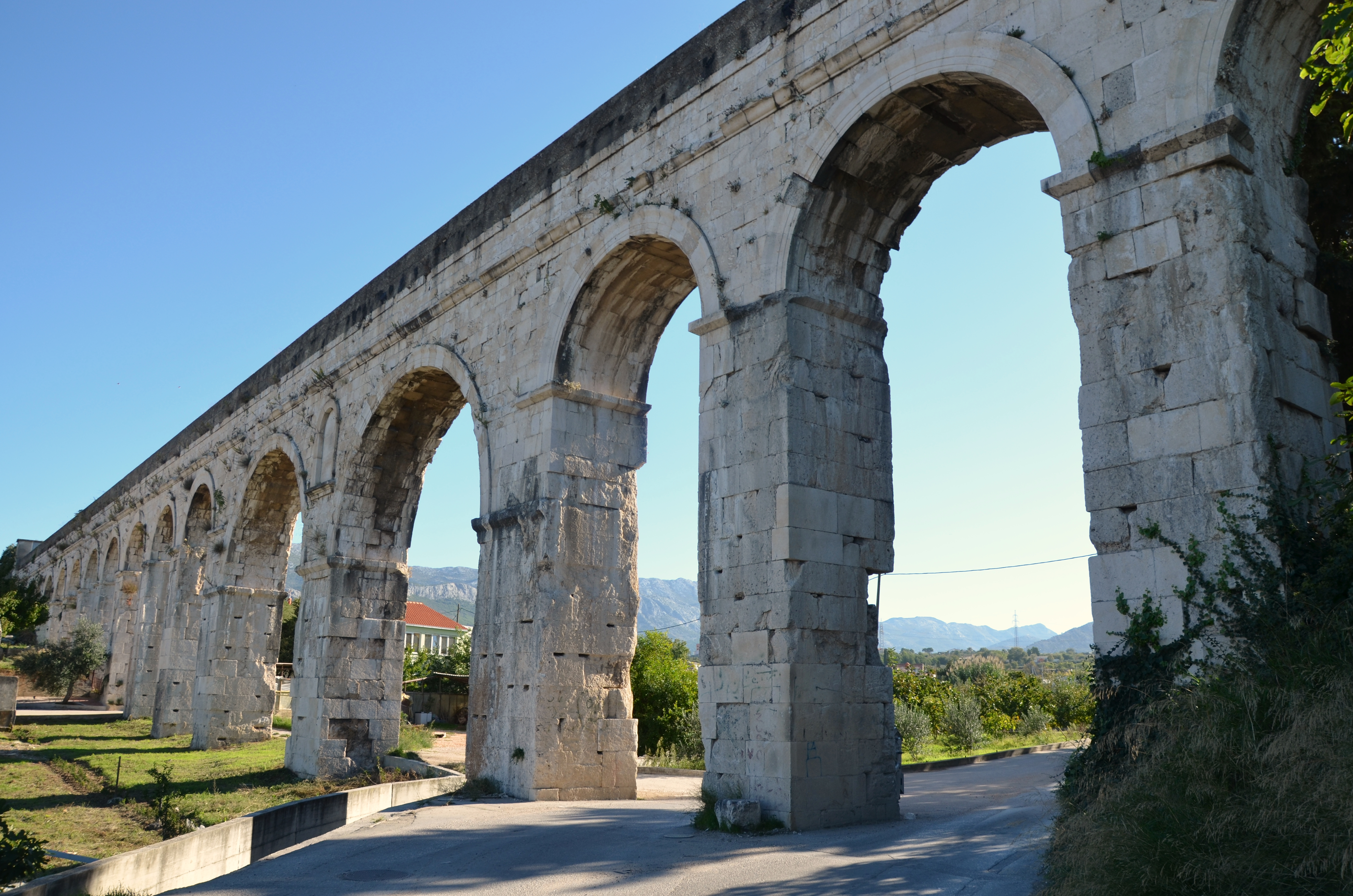
Het aquaduct